# Косуърт
Косуърт (на английски: Cosworth) е компания за проектиране, разработка и производство на двигатели за автомобилни състезания.
Създадена е през 1958 г. в Нортхамптън, Англия, от Майк Костин и Кийт Дъкуърт (името на компанията е образувано от първата сричка на първата фамилия и втората сричка на втората фамилия).
Въпреки че в началото компанията е независима, тя е подкрепяна от автомобилния производител Форд. По-късно става част от концерна.
По-късно Косуърт се разделя на две – Косуърт Рейсинг и Косуърт Текнолоджис.
През септември 2004 Форд обявява за продажба както Косуърт, така и собствения си тим от Формула 1 – Ягуар Рейсинг.
На 15 ноември 2004 г. собствениците на Чемпкар световни серии (Джералд Форсайт и Кевин Калкховен) закупуват компанията.

## Двигатели
Косуърт започват производството на двигатели през 1959 г. за Формула 3, с обем 1000 cm³, базирани на двигателен блок, производство на Форд.
Двигателят Форд Косуърт V8 DFV е най-успешният в историята на Формула 1. Първа победа с този двигател печели болидът Лотус 49, управляван от Джим Кларк. През 90-те години на ХХ век Косуърт доставят двигатели за много от тимовете във Формула 1. Форд Косуърт Зетек е V-образен с 10 цилиндъра, разположени на 72°, използван от тима във Формула 1 Заубер през 1995 и 1996 г. Един от най-успешните и продължителни проекти на Косуърт е разработката и производството на двигатели за състезанията Индикар и Чемпкар. Програмата стартира през 1970 г. с производството на двигател с обем 2,65 литра V8 и турбокомпресор. Доставката на двигатели продължава до 2004 / 2005 г. Косуърт доставя осемцилиндрови агрегати за тима Уилямс във Формула 1, за сезон 2006.
В Косуърт работят не само върху агрегати за спортни състезания, но и за серийни автомобили. Разработвани са двигатели за Форд, Волво, Ауди, Астон Мартин, като последните две са разработвани от Фолксваген груп, която в края на 1990-те за кратко е собственик на компанията.